# Kyanitkvartsit

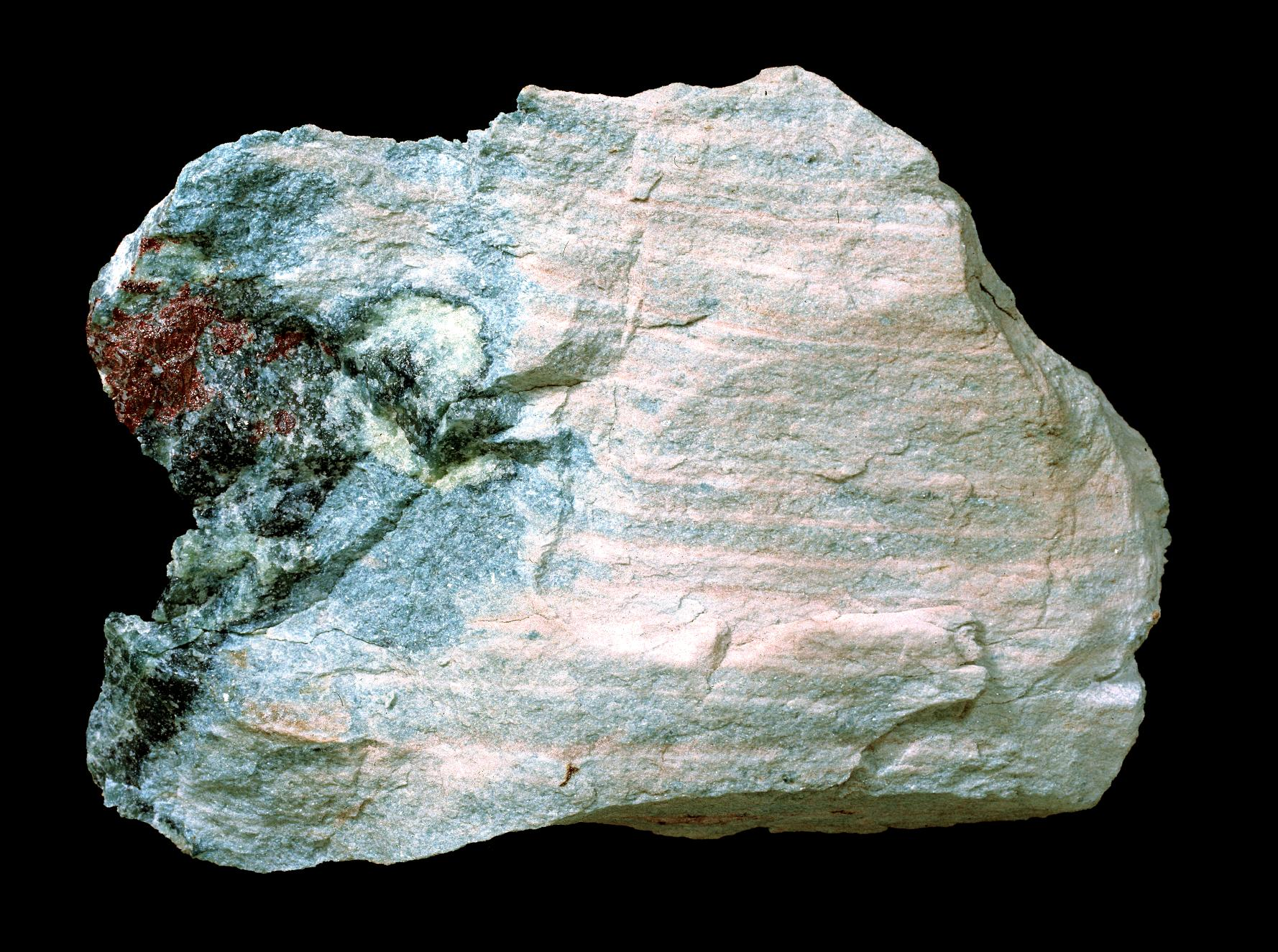
Kyanitkvartsit

Kyanitkvartsit är en aluminiumhaltigt bergart som bland annat används i smycken. Det är en finkornig blå bergart som påminner om kvartsit och består av kyanit och kvarts.
Kyanitkvartsit är Värmlands landskapssten.